# Tour de France de 1934
O Tour de France 1934, foi a vigésima oitava versão da competição realizada entre os dias 3 de julho e 29 de julho de 1934.
Dos 69 ciclistas que largaram, chegaram em Paris 39 ciclistas. Nesta edição foi incluida pela primeira vez uma etapa de corrida Contra-relógio individual.
Foi percorrida a distância de 4.363 km, a prova foi dividida em 23 etapas. O vencedor alcançou uma velocidade média de 30,36 km / hora.

## Resultados

### Classificação geral

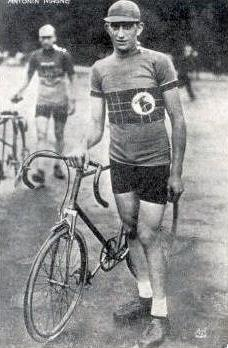
Antonin Magne
ciclista francês (1904-1983).

| Posição | Nome               | País     | Tempo (Velocidade média) |
| ------- | ------------------ | -------- | ------------------------ |
| 1       | Antonin Magne      | França   | 147h 13' 58"             |
| 2       | Giuseppe Martano   | Italia   | 27' 31"                  |
| 3       | Roger Lapébie      | França   | 52' 15"                  |
| 4       | Félicien Vervaecke | Bélgica  | 57' 40"                  |
| 5       | René Vietto        | França   | 59' 02"                  |
| 6       | Ambrogio Morelli   | Italia   | 1h 12' 02"               |
| 7       | Ludwig Geyer       | Alemanha | 1h 12' 51"               |
| 8       | Sylvère Maes       | Bélgica  | 1h 20' 56"               |
| 9       | Mariano Canardo    | Espanha  | 1h 29' 02"               |
| 10      | Vicente Trueba     | Espanha  | 1h 40' 39"               |

### Etapas
| Etapa   | Percurso                      | km      | Vencedor etapa                  | Líder na classificação geral |
| 1ª      | Paris-Lille                   | 262     | Georges Speicher                | Georges Speicher             |
| 2ª      | Lille-Charleville-Mézières    | 192     | René Le Grevès                  | Antonin Magne                |
| 3ª      | Charleville-Mézières-Metz     | 161     | Roger Lapébie                   | Antonin Magne                |
| 4ª      | Metz-Belfort                  | 220     | Roger Lapébie                   | Antonin Magne                |
| 5ª      | Belfort-Evian-les-Bains       | 293     | René Le Grevès Georges Speicher | Antonin Magne                |
| 6ª      | Evian-les-Bains-Aix-les-Bains | 207     | Georges Speicher                | Antonin Magne                |
| 7ª      | Aix-les-Bains-Grenoble        | 229     | René Vietto                     | Antonin Magne                |
| 8ª      | Grenoble-Gap                  | 102     | Giuseppe Martano                | Antonin Magne                |
| 9ª      | Gap-Digne-les-Bains           | 227     | René Vietto                     | Antonin Magne                |
| 10ª     | Digne-les-Bains-Nice          | 156     | René Le Grevès                  | Antonin Magne                |
| 11ª     | Nice-Cannes                   | 126     | René Vietto                     | Antonin Magne                |
| 12ª     | Cannes-Marselha               | 195     | Roger Lapébie                   | Antonin Magne                |
| 13ª     | Marselha-Montpellier          | 172     | Georges Speicher                | Antonin Magne                |
| 14ª     | Montpellier-Perpignan         | 177     | Roger Lapébie                   | Antonin Magne                |
| 15ª     | Perpignan-Ax-les-Thermes      | 158     | Roger Lapébie                   | Antonin Magne                |
| 16ª     | Ax-les-Thermes-Luchon         | 165     | Adriano Vignoli                 | Antonin Magne                |
| 17ª     | Luchon-Tarbes                 | 91      | Antonin Magne                   | Antonin Magne                |
| 18ª     | Tarbes-Pau                    | 172     | René Vietto                     | Antonin Magne                |
| 19ª     | Pau-Bourdeaux                 | 215     | Ettore Meini                    | Antonin Magne                |
| 20ª     | Bourdeaux-La Rochelle         | 183     | Georges Speicher                | Antonin Magne                |
| 21ª (a) | La Rochelle-La Roche-sur-Yon  | 81      | René Le Grevès                  | Antonin Magne                |
| 21ª (b) | La Roche-sur-Yon-Nantes       | 90 (CR) | Antonin Magne                   | Antonin Magne                |
| 22ª     | Nantes-Caen                   | 275     | Raymond Louviot                 | Antonin Magne                |
| 23ª     | Caen-Paris                    | 221     | Sylvère Maes                    | Antonin Magne                |

CR = Contra-relógio individual
CRE = Contra-relógio por equipes